# M/T Ugljan
M/T Ugljan je trajekt za lokalne linije, u sastavu flote hrvatskog brodara Jadrolinije.
Kapaciteta je 650 putnika i 114 vozila.

## Vanjske poveznice
|  | Zajednički poslužitelj ima još gradiva o temi M/T Ugljan |